# Fort Saskatchewan
Fort Saskatchewan és una ciutat de la província d'Alberta, Canadà, situada 25 km al nord-est d'Edmonton, la capital d'Alberta, al llarg del riu North Saskatchewan. Fort Saskatchewan forma part de l'àrea metropolitana censal d'Edmonton i un dels 24 municipis que comprèn la Regió Edmonton Capital (CRB). La població de la ciutat segons el cens municipal de 2013 era de 21.795 habitants.
Fort Saskatchewan limita amb el comtat de Strathcona al sud i est, el comtat de Sturgeon al nord i oest, i amb la ciutat d'Edmonton al sud-oest. El comtat de Sturgeon i Edmonton es troben al llarg del riu North Saskatchewan.
La ciutat és més conegut per la seva proximitat a les instal·lacions petroquímiques com Dow Chemical, Sherritt International, Agrium i Shell Canada. També és coneguda pel seu ramat de 50 ovelles que vaguen que el seu parc del centre durant els mesos d'estiu menjant herba. La mascota de la ciutat és una ovella anomenada Auggie.

## Història
En 1875, sota el comandament de l'Inspector W.D. Jarvis, la Policia Muntada del Nord-oest (NWMP) va establir Fort Saskatchewan com a fort al riu North Saskatchewan. La comunitat fou incorporada posteriorment com a vila en 1899, com a poble en 1904 i com a ciutat en 1985.
El Canadian Northern Railway aaribà a Fort Saskatchewan en 1905, posant el poble en la línia de ferrocarril transcontinental. El primer pont sobre el riu també fou construït aleshores, quan la companyia de ferrocarril va pagar per ella a canvi de terra lliure per a la seva estació a Fort Saskatchewan. Abans del pont, l'únic mètode per travessar el riu a Fort Saskatchewan era amb ferri. Una dècada després de l'arribada del ferrocarril, la població de la ciutat gairebé es va duplicar a 993 habitants. Una nova presó provincial de 200,000 dòlars es va inaugurar en 1915, al final de l'actual avinguda 100 per substituir la caseta de vigilància de 34 cèl·lules que havien estat utilitzada per mantenir els presoners des que el fort la NWMP va ser construït el 1875. La presó veuria diverses addicions al llarg dels propers 70 anys, incloent la construcció de més blocs de cel·les, així com una planta d'energia independent. Pel 1973 la presó donava feina a 220 residents i albergava delinqüents tant homes com dones. La presó va ser reemplaçada en 1988 quan es va construir un nou centre penitenciari provincial al sud de la carretera 15 al carrer 101. Els blocs de cel·les originals de la presó van ser demolides en 1994. Només un edifici del complex, així com la Casa del Guardià, segueix en peu avui en dia.
En 1952, Sherritt Gordon Mines va iniciar la construcció d'una refineria de níquel 25 milions de dòlars a Fort Saskatchewan, que va començar la producció en 1954. Després de la localització de Sherritt Gordon a Fort Saskatchewan més indústries construïren facturies a la ciutat. Entre 1951 i 1956 la població del poble es va doblar de 1.076 a 2.582 habitants.
Dow Chemical adquirí 700 acres a Fort Saskatchewan en 1959, va obrir la seva planta en 1961 i posteriorment es va expandir en 1967. En cinc anys des de l'inici de les operacions a Dow, la població va tornar a veure un augment significatiu a 4.152 el 1966.
Des que Fort Saskatchewan fou incorporada com a poble en 1904, ha tingut 29 alcaldes

## Demografia
La població de la Ciutat de Fort Saskatchewan segons el cens municipal d'Alberta de 2014 és de 22.808 habitants, un canvi del 46,0% sobre la població censada en 2013 que era de 21.795 habitants.
En el cens del Canadà del 2011, la ciutat de Fort Saskatchewan tenia una població 19,051 que vivia en 7.333 del total de 8.109 habitatges, un canvi del 27,4% sobre la població de 2006 de 14.957 habitants. Amb una superfície de 48,12 km² la seva densitat de 395,9 h/km² en 2011.
Segons el cens de 2006, les majors minories visibles a la comunitat eren xinesos amb 95 residents, seguit per filipí amb 55 residents.
L'anglès és la llengua materna del 91,7% de la població. El francès (2,2%) és la segona llengua materna més comuna.